# Les Filles de Cupidon
Pour plus de détails, voir Fiche technique et Distribution.
Les Filles de Cupidon est un téléfilm et une comédie romantique américaine réalisé par John Lyde diffusé en 2010,.

## Synopsis
Les sœurs jumelles fraternelles Emma et Lily sont aussi différentes que le jour et la nuit.
Emma, la jolie blonde, adore monter à cheval plus que tout au monde ; Lily, sa sœur timide aux cheveux roux, préfère rester seule avec un bon livre.
Inseparable depuis leur naissance, Emma et Lily ont un désir insatiable de jouer les entremetteuses. Elles découvrent que leur talent pour jouer les cupidons vient du fait que leur père est en vraiment le réel Cupidon.
À l’approche de leur dernière année de lycée, Emma et Lily tombent toutes les deux amoureuses. Leur vie se complique lorsqu’elles réalisent qu’elles sont toutes les deux amoureuses du même garçon,ce qui les pousse à devenir des rivales sans pitié.
Emma et Lily complotent pour saboter les efforts de l’autre afin de conquérir le cœur de leur prince charmant. Les sœurs, qui étaient autrefois inséparables, passent désormais chaque moment à préparer la chute de l’autre. 
Pendant ce temps, le mariage de leurs parents commence à périr.

## Fiche technique
- Titre original : You're So Cupid!
- Titre français : Les Filles de Cupidon
- Réalisation : John Lyde
- Scénario : Sally Meyer
- Costumes : Anne Rose
- Musique : James Schafer
- Décors : Anthony Straga
- Pays d'origine :  États-Unis
- Langue originale : anglais
- Genre : Téléfilm - Comédie Romantique
- Durée : 93 minutes
- Format : couleur

## Distribution
- Brian Krause : Daniel Valentine
- Lauren Holly : Audrey Valentine
- Caitlin E.J. Meyer : Lily Valentine
- Danielle Chuchran : Emma Valentine
- Jeremy Sumpter : Connor
- Chad Hively : Elliot
- Malese Jow : Megan
- Amanda Gallo : Ashley